# Siphona sulfurea
Siphona sulfurea là một loài ruồi trong họ Tachinidae.